# Passeport yéménite
Le passeport yéménite est un document de voyage international délivré aux ressortissants yéménites, et qui peut aussi servir de preuve de la citoyenneté yéménite.